# Elaphria harudes
Elaphria harudes är en fjärilsart som beskrevs av Druce 1889. Elaphria harudes ingår i släktet Elaphria och familjen nattflyn. Inga underarter finns listade i Catalogue of Life.